# Ниндзя пяти стихий
«Ниндзя пяти стихий» (кит. 五遁忍術) — фильм режиссёра Чжан Чэ, студии Shaw Brothers (1982 год). Премьера фильма состоялась 21 апреля 1982 года в Гонконге.

## Сюжет
«Ниндзя пяти стихий» — история о мести, предательстве и стремлении к совершенствованию искусства боевых навыков ниндзя. Когда высшим ниндзя Ченгом Юном и его командой «ниндзя пяти стихий» была разрушена школа Цяу Чин Хау и убиты все его соратники, Сиу Тхиньхоу намерен отомстить. Но остановить ниндзя стихий (золото, древесина, вода, огонь, и земля) неимоверно сложная задача. Сиу Тхиньхоу изучает тайны ниндзя под руководством учителя Ёна. Вооруженный новыми умениями Сиу Тхиньхоу и его недавно приобретённые братья по оружию Лэй Инмоу, Чан Син, и Вон Фон бросают вызов «Ниндзя пяти стихий» в решающей смертельной схватке.

## В ролях
| Актёр        | Роль         |
| ------------ | ------------ |
| Рики Чэн     | Сиу Тхиньхоу |
| Лун Тяньсян  | Лёй Пань     |
| Ло Ман       | Лён Чисан    |
| Майкл Чань   | Кембути      |
| Чань Пхуйсай | Дзюнко       |
| Вон Лик      | Лэй Инмоу    |
| Чю Хак       | Чань Чёнь    |
| Куань Фун    | Юнь Чан      |
| Юй Тайпин    | Вон Фон      |
| Чжань Сэнь   | Хон Люньхин  |
| Сиу Юк       | Хо           |
| Чау Сиулой   | Ён           |
| Чиу Куок     | Вон Хонь     |